# Сахновский, Василий Григорьевич
Василий Григорьевич Сахновский (1886—1945) — русский и советский театральный режиссёр, театровед, педагог; народный артист РСФСР (1938), доктор искусствоведения (1939).

## Биография
Учился на философском факультете Фрайбургского университета (1904—1907); окончил историко-филологический факультет Московского университета (1910). С 1907 года писал статьи на литературные и театральные темы, печатался в журналах «Студия», «Маски» и других (1912—1914). С 1912 года работал в Студии Ф. Ф. Комиссаржевского (с 1914 года — Театр им. В. Ф. Комиссаржевской) лектором, затем — режиссёром-педагогом.
В 1919 году организовал Государственный показательный театр, закрытый в следующем году.
В 1922—1926 годах был художественным руководителем Московского драматического театра, Театра комедии (бывший Театр Корша). В 1923 году воссоздал Театр им. В. Ф. Комиссаржевской (театр распался в сезон 1925/26). В 1926 году снял свой единственный фильм «Крестовик».
В 1926 году Василий Сахновский был приглашён во МХАТ; в 1932 году стал заместителем директора театра по художественной части, в 1937-м — заведующим художественной частью. В 1941—43 гг. был репрессирован. С 1943 года был членом художественно-режиссёрской коллегии МХАТа.
Похоронен на Новодевичьем кладбище (2 участок), рядом похоронен сын Сахновский Анатолий Васильевич (1919—1998), актёр Московского драматического театра им. М. Н. Ермоловой.

## Педагогическая деятельность
В 1926 году занимался с молодыми режиссёрами и художниками при ГАХН. С 1933 года декан режиссёрского факультета ГИТИСа и заведующий кафедрой режиссуры. С 1943 года — художественный руководитель Школы-студии им. В. И. Немировича-Данченко МХАТ.

## Режиссёрские работы

### Театр им. В. Ф. Комиссаржевской (1914—1924)
- 1914 — «Димитрий Донской» В. А. Озерова (совместно с Ф. Ф. Комиссаржевским)
- «Ванька ключник и паж Жеан» Ф. К. Сологуба (1916)
- «Скверный анекдот» по Ф. М. Достоевскому (1916; возобновлен в 1924 году)
- «Реквием» Л. Н. Андреева (1917)
- «Лулу» («Ящик Пандоры») Ф. Ведекинда (1918)
- 1924 — «Женщины в Народном Собрании» Аристофана
- 1924 — «Мёртвые души» по Н. В. Гоголю

### Московский драматический театр
- «Великая Екатерина» Б. Шоу
- «Гроза» А. Н. Островского
- «Самое главное» Н. Н. Евреинова
- «Полубарские затеи» А. А. Шаховского
- «Благочестие» П. Мериме

### Постановки во МХАТе (1928—1940)
- 1928 — «Унтиловск» Л. М. Леонова
- 1929 — «Дядюшкин сон» по Ф. М. Достоевскому (худ. рук. постановки В. И. Немирович-Данченко)
- 1930 — «Взлёт» Ф. А. Ваграмова
- 1932 — «Мёртвые души» (худ. рук. пост. К. С. Станиславский)
- 1934 — «Егор Булычёв и другие» М. Горького (худ. рук. пост. В. И. Немирович-Данченко)
- 1937 — «Анна Каренина» по Л. Н. Толстому (совм. с Немировичем-Данченко)
- 1939 — «Половчанские сады» Л. М. Леонова
- 1940 — «Трудовой хлеб» А. Н. Островского (совместно с А. Н. Грибовым)
- 1940 — «Школа злословия» Р. Б. Шеридана (совместно с П. С. Ларгиным))

### Постановки в других театрах
- 1918 — «Стенька Разин» В. В. Каменского — во Дворце Октябрьской революции (б. Театр Суходольского в Эрмитаже)
- 1918 — «Карманьола» Г. И. Чулкова по драме П. Эрвье (там же)
- «Дон Карлос» Ф. Шиллера (Показательный театр)
- «Дух Земли» Ф. Ведекинда (там же)
- «Алхимик» Б. Джонсона (там же)
- «Шейлок» («Венецианский купец») У. Шекспира (1926, Государственный белорусский еврейский театр)
- «Волки и овцы» А. Н. Островского (1926, бывший Театр Корша)
- «Бесприданница» А. Н. Островского (1932; совместно с Е. С. Телешовой — бывший Театр Корша)
- «Последняя жертва» А. Н. Островского (Театр Красной Армии, 1935)

## Награды
- заслуженный артист РСФСР
- народный артист РСФСР (26.10.1938)
- орден Трудового Красного Знамени (03.05.1937) — за выдающиеся заслуги в деле развития русского театрального искусства